# Clotilde av Sachsen-Coburg-Gotha
Clotilde av Sachsen-Coburg-Gotha, född 1846, död 1927, var en österrikisk ärkehertiginna och vicedrottning av Ungern, gift 1864 med ärkehertig Josef Karl av Österrike, vicekung av Ungern 1867–1905.

## Biografi
Clotilde var dotter till August Ludwig av Sachsen-Coburg-Gotha och Clémentine av Orléans.
Clotilde debuterade på äktenskapsmarknaden på en bal i Wien 1863, där hon mötte Josef Karl. Paret blev ömsesidigt förälskade och gifte sig ett år senare. Äktenskapet beskrivs som lyckligt. Ställningen som vicekung och vicedrottning, eller "palatiner", i Ungern var efter 1848 en rent ceremoniell position utan makt. Paret ägnade sig dock mycket och ivrigt åt representation och närvarade vid många officiella tillfällen, och eftersom de lärde sig tala ungerska och framhävde det ungerska offentligt blev de rent personligen mycket populära i Ungern, som då var mycket kritiskt mot Habsburgmonarkin.
De hade dock inga politiska ambitioner utan var trogna anhängare till Habsburgs dubbelmonarki. De ägnade sig båda två även åt en mängd privata affärsprojekt; bland annat lät de bygga ett lyxigt spa i Budapest som invigdes 1869 och blev ett internationellt turistmål. Clotilde ägnade sig även åt konst och stödde senare jugendstilen som mecenat.
Clotilde blev änka 1905. Hon stannade kvar på slottet Alcsútdoboz i Ungern även efter att dynastin Habsburg avsatts 1919 och avled också där. Hon fortsatte även som änka att ägna sig åt olika äventyrliga affärsprojekt.